# NGC 3177
NGC 3177 é uma galáxia espiral (Sbc) localizada na direcção da constelação de Leo. Possui uma declinação de +21° 07' 23" e uma ascensão recta de 10 horas, 16 minutos e 34,1 segundos.
A galáxia NGC 3177 foi descoberta em 12 de Março de 1784 por William Herschel.